# Rotonda (Basilikata)

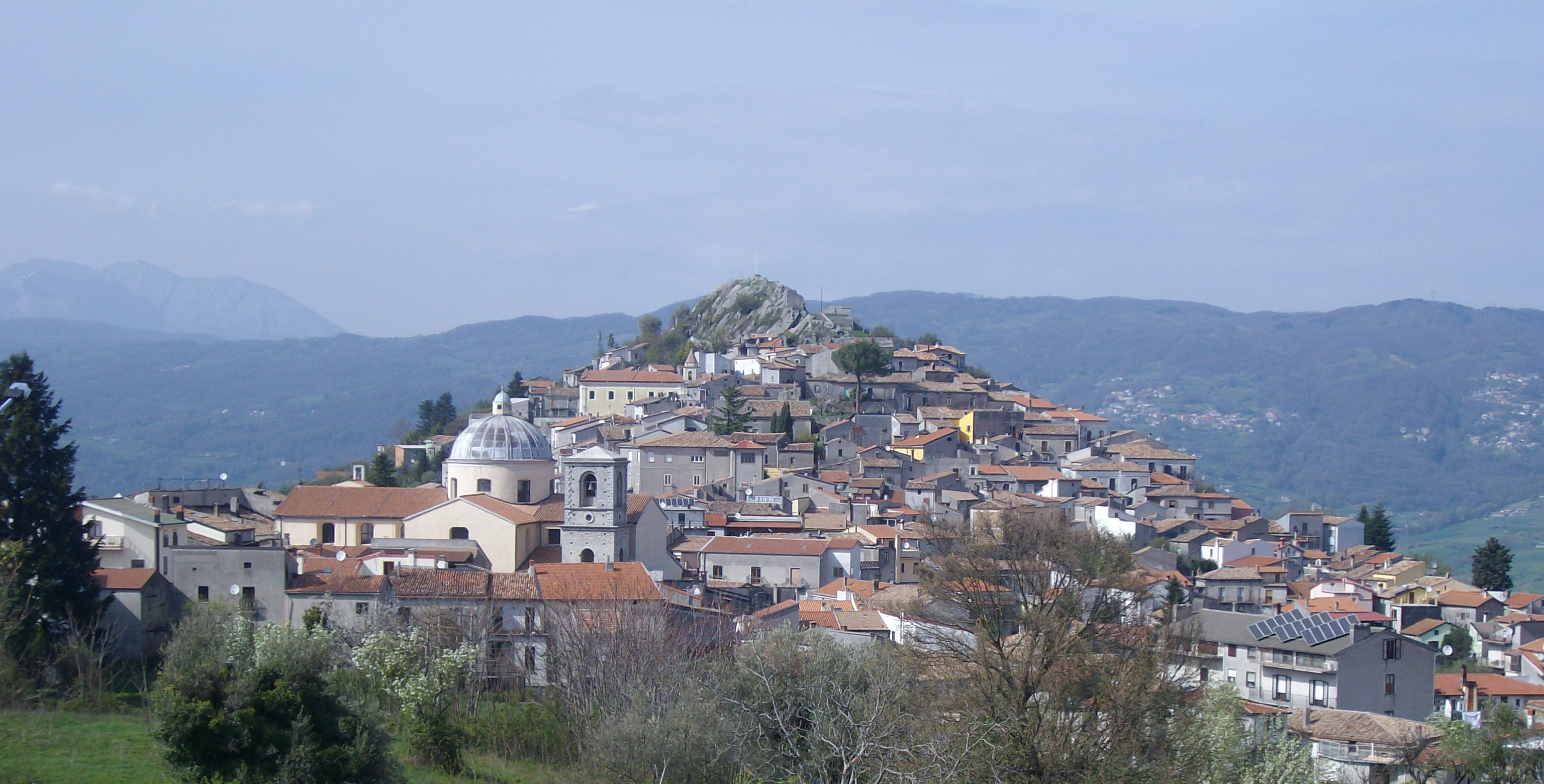
Panorama

Rotonda ist eine süditalienische Gemeinde mit 3147 Einwohnern (Stand am 31. Dezember 2023) in der Provinz Potenza, Region Basilikata.
Die Nachbargemeinden sind Laino Borgo (CS), Laino Castello (CS), Morano Calabro (CS), Mormanno (CS), und Viggianello.
Der Ort hatte einen Bahnhof mit dem Namen Rotonda-Viggianello an der Bahnstrecke Lagonegro–Spezzano Albanese.